# 8705-ös mellékút (Magyarország)
A 8705-ös számú mellékút egy majdnem pontosan 10 kilométer hosszú, négy számjegyű országos közút Vas vármegye területén; Sorokpolányt köti össze a tőle délre fekvő kisebb településekkel és a 8-as főúttal.

## Nyomvonala
A 8-as főútból ágazik ki, annak a 150+300-as kilométerszelvénye közelében, Egyházashollós belterületének déli részén, nagyjából északnyugati irányban. Jókai Mór utca néven húzódik a belterület északi széléig, amit valamivel kevesebb, mint másfél kilométer után ér el. Ott északnak fordul, és így lépi át – 2,7 kilométer után – Nemesrempehollós déli határát.
A 4. kilométerénél éri el e község első házait, majd nem sokkal ezután kiágazik belőle nyugati irányban a 8706-os út, Egyházasrádóc felé. A faluban több irányváltása következik, települési neve előbb Petőfi Sándor utca, majd Kossuth Lajos utca; keleti irányban lép ki a belterületről, kevéssel a hatodik kilométere előtt, de nem sokkal azután újból visszatér az északi irányhoz.
7,1 kilométer után eléri Sorkikápolna délnyugati határszélét, körülbelül 300 méterrel arrébb pedig elhalad Nemesrempehollós, Sorkikápolna és Sorokpolány hármashatára mellett, innen csaknem másfél kilométeren át e két utóbbi község határvonalát kíséri. 8,9 kilométer után lép át teljesen sorokpolányi területre, s e falu külterületei között ér véget, beletorkollva a 8704-es útba, annak a 8+650-es kilométerszelvénye közelében.
Teljes hossza, az országos közutak térképes nyilvántartását szolgáló kira.gov.hu adatbázisa szerint 10,008 kilométer.

## Települések az út mentén
- Egyházashollós
- Nemesrempehollós
- (Sorkikápolna)
- (Sorokpolány)